# Lekkoatletyka na Letnich Igrzyskach Paraolimpijskich 2004 – pchnięcie kulą kl. F52 mężczyzn
W pchnięciu kulą kl. F52 (zawodnicy na wózkach inwalidzkich) mężczyzn podczas Letnich Igrzysk Paraolimpijskich 2004 rywalizowało ze sobą 10 zawodników.

## Wyniki

### Finał
| Poz. | Zawodnik                 | Narodowość    | Rezultat | Uwagi |
| ---- | ------------------------ | ------------- | -------- | ----- |
| 1    | Peter Martin             | Nowa Zelandia | 9.34     | WR    |
| 2    | Georgios Karaminas       | Grecja        | 8.51     |       |
| 3    | Rico Glagla              | Niemcy        | 8.30     |       |
| 4    | Aigars Alpinis           | Łotwa         | 8.21     |       |
| 5    | Rodney Farr              | Australia     | 8.19     |       |
| 6    | Zacharias Fostiras       | Grecja        | 7.90     |       |
| 7    | Polychronis Chronopoulos | Grecja        | 7.30     |       |
| 8    | Hans-Ulrich Prill        | Niemcy        | 7.01     |       |
| 9    | David McCalnam           | Nowa Zelandia | 6.97     |       |
| 10   | Garrett Culliton         | Irlandia      | 6.81     |       |